# Ganafoul
Ganafoul est un groupe français de heavy metal, originaire de Givors, dans le Rhône.

## Biographie
Le groupe est formé en 1974 à Givors, près de Lyon, dans le Rhône. À l’origine composé de cinq membres, il devient par la suite un trio avec Jean-Yves Astier (basse et vocaux), Jack Bon (guitares et vocaux), Yves Rothacher (percussions) lors de la sortie de leur premier album Saturday Night, sur le label Crypto (distribution RCA), qui leur permet d'atteindre un succès national. 
Les heures de gloire du groupe se situent entre 1978 et 1983. Yves Rotacher quitte le groupe à la suite de désaccords et est remplacé par Bernard Antoine à l’été 1978. Avec ce line-up, un nouvel album sort fin 1978, Full Speed Ahead, auquel participent Fabienne (de Shakin' Street) et Little Bob (de Little Bob Story). Puis ils assurent la première partie du concert d’AC/DC à Aix-les-Bains, en août 1979. En 1981, sort leur seul album en français, T’as bien failli crever, qui reflète alors l’état d’esprit de Jack Bon, seul membre rescapé du groupe qui continue néanmoins avec deux nouveaux membres : Franck Argento et Hervé Corsos. Ganafoul disparaît peu après. 
Le groupe se reforme sporadiquement par la suite. Il revient en avril 1998 lors de deux concerts au Transbordeur de Lyon qui donnera naissance à l’album Crossroads, sorti la même année. En 2020 sort un album inédit Sider-Rock (nom qu'ils donnaient à leur musique à leurs débuts). Cet album issu de vieilles bandes a été enregistré en 1975. Le groupe se reforme à nouveau en 2023 et démarre une série de concerts. Concerts qui se poursuivent en 2024 et un nouvel album de créations va être enregistré en septembre, à sortir en 2025.

## Membres actuels
- Jack Bon — guitare, chant
- Edouard « Doudou » Gonzalez — guitare
- Yves Rothacher — batterie
- Luc Blackstone — basse

## Discographie

### Albums studio
- 1977 : Saturday Night (Crypto) réédité en 2023 (chez Bad Reputation)
- 1978 : Full Speed Ahead (Crypto) réédité en 2023 (Bad Reputation)
- 1979 : Side 3 (Crypto)
- 1981 : T'as bien failli crever ! (Crypto)
- 2020 : Sider-Rock (Simplex Records) (originellement enregistré en 1975)
- 2023 : Roll On (Remix + inédits)
- 2025 : Dangerous Times

### Compilations et albums live
- 1979 : Route 77 (Crypto) (mini-album live) réédité en 2023 couplé à Saturday Night (Bad Reputation)
- 1999 : Crossroads (Bluesy Mind, Musea Records) (concert enregistré au Transbordeur le 27 avril 1998)
- 2023 : Roll On (Bad Reputation) (versions studio réenregistrées + nouveaux titres + bonus live 2022)